# Остроленкский повет
Остроленкский повет (пол. Powiat ostrołęcki) — повет (район) в Польше, входит как административная единица в Мазовецкое воеводство. Центр повета — город Остроленка (в состав повета не входит). Занимает площадь 2099,32 км². Население — 88 116 человек (на 2013 год).

## Административное деление
- города: Мышинец
- городско-сельские гмины: Гмина Мышинец
- сельские гмины: Гмина Бараново, Гмина Чарня, Гмина Червин, Гмина Говорово, Гмина Кадзидло, Гмина Лелис, Гмина Лысе, Гмина Ольшево-Борки, Гмина Жекунь, Гмина Трошин

## Демография
Население повета дано на 2013 год.
| Перепись            | Всего  | Мужчины | Женщины |
| ------------------- | ------ | ------- | ------- |
| Всего               | 88 116 | 44 671  | 43 445  |
| Городское население | 3170   | 1563    | 1607    |
| Сельское население  | 84 946 | 43 108  | 41 838  |